# Philosophie chrétienne
 (décembre 2022).
La philosophie chrétienne est née de la rencontre intellectuelle et spirituelle, dès l’époque romaine, de la tradition philosophique antique avec le monothéisme chrétien. Sur le plan philosophique, le grand débat sur la possibilité d'une philosophie chrétienne a eu lieu en France au cours des années 1930.
L’entrée du Dieu chrétien dans la philosophie a eu plusieurs conséquences capitales, telles que :
- la doctrine de la création ex nihilo qui se substitue à la croyance en l’éternité du monde ;
- l’affirmation de la liberté humaine et la conviction que le mal est le mauvais usage de cette liberté ;
- l’affirmation que l’âme humaine est créée par Dieu au moment de la conception et qu’elle est conservée éternellement par lui après la mort physique.

Ces trois points centraux ont modifié en profondeur la théologie rationnelle, la cosmologie et l’anthropologie philosophiques. Ils ont introduit dans la philosophie la notion de toute-puissance divine, une onto-théologie qui repose sur l’équivocité de l’être (contre les doctrines affirmant son univocité) : dépendance radicale de l’être créé à l’égard de l’Incréé, séparation de l’ordre naturel et de l’ordre surnaturel, et un dualisme subtilement renouvelé dans la “symbiose” « corps-esprit » ; ainsi que la croyance en l’unicité de la personne humaine, induisant sa responsabilité morale en raison de sa destinée surnaturelle.
Bien que toutes ces vérités premières se soient fixées progressivement, la tradition chrétienne considère qu’elles étaient théoriquement accessibles à la raison humaine (d’où leur légitimité philosophique), mais que concrètement et peut-être à cause de la corruption de la raison par le péché originel, il aura fallu attendre l’apport de la Révélation pour que ceci se produise effectivement.

## Pères de l'Église
Au début de son histoire, le christianisme se trouva en face de deux exigences complémentaires : d'une part, approfondir la foi, en saisir la vérité et le sens profond, trouver une formulation claire et précise organisée en corps de doctrine — de là est née la théologie. D'autre part, défendre la nouvelle foi contre les attaques de ses adversaires, voir contre tout le monde païen incrédule. Ce fut l’œuvre de l’apologétique. La tournure d’esprit de l’apologétique risquait d’entraîner la nouvelle religion à dénoncer et à diaboliser la civilisation païenne dans son ensemble et de maintenir à l’écart les fidèles, de les isoler du paganisme. Cette tournure d’esprit sectaire fut à l’origine du premier monachisme et domina l’Église primitive. On en trouve le brillant témoignage chez Tertullien.

### LeIIesiècle
Tertullien condamne tous les philosophes, oppose Athènes et Jérusalem, l’Académie et l’Église. Les philosophes sont les patriarches des hérétiques. Le refus de la philosophie entraîne chez lui des conséquences paradoxales. La mort du Fils de Dieu est très croyable, puisqu'insensée, la résurrection est certaine, puisqu'impossible, etc. Ces paradoxes s’éclairent dès qu’on considère la démarche de Tertullien. Il s’agit d’opposer la Sagesse divine aux sagesses humaines et on ne peut le faire qu’en niant ces dernières.
Pourtant, avant lui, une tendance inverse avait vu le jour. Justin de Naplouse soutenait l’idée que la venue des Sages, avant le Christ, participait déjà du Verbe de Dieu. Par conséquent, tous ceux qui avaient vécu selon le Logos parmi les barbares, étaient des chrétiens avant la lettre. Pour Justin de Naplouse, la Révélation des Écritures était le prolongement de la révélation naturelle. C’est cette attitude conciliatrice qui finit par s’imposer finalement et aboutir à une synthèse, celle de la pensée grecque et de l’esprit chrétien. Cette synthèse, qu’on peut nommer philosophie chrétienne, a pour caractère essentiel d’aboutir à une forme d’humanisme religieux et à donner à l’humanisme occidental des valeurs et un horizon spirituel chrétiens.

### LeIIIesiècle
Au IIIe siècle, l’école d’Alexandrie joua un grand rôle dans l’élaboration de cette synthèse.
Selon Clément d'Alexandrie, « la foi est greffée sur l’arbre de la philosophie, et quand le vaccin est parfait, alors le bourgeon de la foi se substitue à celui de l’arbre, il grandit dans l’arbre et fait que celui-ci porte des fruits ». Pour réaliser ce projet, Clément décide de se servir de notions philosophiques pour interpréter les mythes bibliques. La philosophie grecque est au service d’une rationalisation de la démarche herméneutique. Elle permet le passage de la foi à la connaissance (d’où le nom de gnose orthodoxe donné à cette école).
C’est cette démarche qu’Origène approfondit pour interpréter le texte sacré dans son triple sens charnel, psychique, spirituel. Cette méthode est en rapport direct avec la doctrine de la tripartition de l’homme en corps/âme/esprit ainsi qu’avec l’élan ascensionnel de l’âme qui caractérise la pensée chrétienne. Par un chemin qui lui est propre, Origène fait pénétrer au cœur du christianisme la méthode allégorique déjà utilisée par les juifs hellénisés (voir Philon d'Alexandrie) et avant eux les stoïciens.
Origène, en usant d’une grande liberté d’interprétation à l’intérieur de la Révélation et en n’hésitant pas à se servir de la philosophie pour convertir la foi en connaissance, est l’artisan majeur de l’introduction de la démarche philosophique au sein du christianisme : utiliser les ressources de la raison pour formuler ce qui n’est pas encore des dogmes tout en éliminant au maximum le subjectivisme et l’anthropomorphisme des philosophes païens.
À la méthode allégorique, qui vise l’esprit, Lucien d'Antioche préfèrera la méthode grammatico-historique, plus scientifique et objective, mais qui vise surtout la lettre. C’est du rationalisme de l’école d’Antioche, qui s’interdit de saisir le sens mystique des Écritures que naîtront les grandes hérésies d’Arius, Nestorius, Eunomius, qui en sont les adeptes.

### LeIVesiècle
Au IVe siècle, les cappadociens poursuivent l’œuvre d’Origène en approfondissant la théologie apophatique et en intégrant de nombreux éléments de la physique stoïcienne (voir Grégoire de Nysse). À cette époque où les dogmes ne sont pas encore fixés, la confrontation entre la foi et la raison n’est pas encore considérée comme un rapport entre théologie et philosophie. Ce qui prédomine, c’est l’idée d’une philosophie née de la révélation. Selon les cappadociens, il y a une philosophie païenne désignée parfois comme « philosophie du dehors » et une philosophie chrétienne désignée par les expressions suivantes : philosophie spirituelle, vie philosophique, vraie philosophie. Le monastère lui-même est nommé « chœur philosophique ». Grégoire de Nysse dit de David qu’il « enseigne la voie de la vraie philosophie ».

### LeVesiècle
Après les cappadociens, les écrits du pseudo-Denys forment une étape décisive dans la synthèse définitive du néoplatonisme et du christianisme : approfondissement et prééminence de la théologie apophatique situant Dieu au-delà de l’être et de l’essence, complémentarité des théologies positive et négative, utilisation du schéma de l’émanation plotinienne au service d’une angélologie triadique et systématique (influence de Proclus).
Dans le monde latin, c’est la pensée de saint Augustin qui forme une étape décisive dans la constitution d’une véritable philosophie chrétienne. On a souvent dit que l’augustinisme est une synthèse du platonisme et du christianisme. On peut ajouter que, jusqu’au XIIe siècle, cette synthèse domine la philosophie chrétienne. Mais, à partir du XIIIe siècle, malgré la persistance d’un fort courant augustinien, c’est la synthèse de l’aristotélisme et des Pères de l’Église opérée par Thomas d'Aquin qui va désormais guider la destinée philosophique du christianisme.

## Le Moyen Âge
Le Moyen Âge étant une période très longue, on peut la diviser en deux grandes époques : le haut Moyen Âge et le bas Moyen Âge.

### Le Haut Moyen Âge
Pendant cette période s’élaborent les Arts libéraux, et le comput ecclésiastique (Bède le Vénérable). Ces connaissances permettent de créer les écoles à l’époque carolingienne. La philosophie s’appuie essentiellement sur les méthodes de la dialectique et de la rhétorique (questions-réponses).
Dans cette période, une partie de l'œuvre de Platon est connue en Occident, et de nombreuses thèses néoplatoniciennes circulent dans les milieux intellectuels chrétiens. L'œuvre d'Aristote n'est pas encore parvenue en Occident.

### Le Bas Moyen Âge
Aux XIe et XIIe siècles, le principal débat philosophique au sein du christianisme concerne la lutte âpre entre dialecticiens et anti-dialecticiens.
Les dialecticiens sont les partisans de la philosophie. Ils pensent qu'il est possible d'éclaircir et même de rationaliser les mystères du christianisme. Le plus grand d'entre eux, Abélard, utilise des arguments logiques et dialectiques pour donner une explication rationnelle du mystère de la Trinité. C'est peut-être la première expression radicale du rationalisme chrétien et médiéval.
À l'opposé, les anti-dialecticiens (Lanfranc, Bernard de Clairvaux) se méfient de la raison qui risque de dissoudre les mystères chrétiens dans la philosophie. La lutte qui en résulte n'est pas uniquement intellectuelle : Abélard y perdra ses testicules.
Au sein de ce vaste débat, Anselme de Canterbury occupe une position particulière, à mi-chemin entre les deux. C'est lui qui met au point la fameuse preuve ontologique, qui est dans le monde chrétien, la plus ancienne preuve de l'existence de Dieu entièrement rationnelle. Il est considéré comme un des premiers scolastiques en tant qu'il a tenté de "rationaliser" la foi. Il met notamment en place la distinction entre les raisons nécessaires et les raisons suffisantes de la foi.
Pendant cette seconde période, la pensée philosophique d’Aristote et les sciences et la philosophie arabo-musulmanes furent introduites en Occident, d’abord au Xe siècle par le page Sylvestre II, puis aux XIIe et XIIIe siècles dans une grande période de traduction des ouvrages en grec et en arabe, qui couvrit les années 1120-1190. À partir de cette époque, l'arrivée massive de traductions arabes d'œuvres grecques à nouveau traduites en latin enclenche le vaste courant qui aboutira à la synthèse d'Aristote et du christianisme en la personne de Thomas d'Aquin. Cette synthèse correspond à l’apogée de la scolastique, phase appelée parfois grande scolastique ou âge d'or de la scolastique. La philosophie d'Aristote fut introduite dans les universités d'Occident, et notamment à l'université de Paris, par Albert le Grand, le maître de Thomas d'Aquin. Jusqu'à cette époque, la philosophie chrétienne, essentiellement platonisante avait été préservée d'Aristote par simple ignorance. On ne connaissait guère de son œuvre que les Analytiques commentées par Boèce. L'arrivée des œuvres complètes du Stagirite dans le monde chrétien fut un bouleversement dont il est aujourd'hui difficile de mesurer l'ampleur. Contrairement au platonisme dont l'idéalisme et le spiritualisme semblait à beaucoup d'auteurs chrétiens (Augustin y compris) une véritable anticipation du christianisme, la pensée d'Aristote présentait une forme de paganisme irréductible dont les points essentiels semblaient incompatibles avec la doctrine chrétienne : éternité de la matière (en opposition avec le dogme de la création), Dieu d'Aristote indifférent et sans influence sur le monde (en opposition avec la doctrine de la providence divine), disparition des idées platoniciennes, archétypes du monde sensible, au profit d'une doctrine de la matière et de la forme purement immanentes aux espèces sensibles, immortalité universelle de l'esprit, mais disparition des âmes individuelles, tout cela ne pouvait que choquer en profondeur l'esprit chrétien.
Le choc ne fut pourtant pas aussi brutal. Pour que la doctrine d'Aristote apparût dans toute sa force, il fallait d'abord la dépouiller des commentaires arabes qui l'encombraient. En fait, le péripatétisme arabe consistait dans l'incorporation des catégories d'Aristote à l'intérieur d'un système du monde repensé dans le cadre du néoplatonisme. Ainsi, le courant de l'avicennisme latin fut rapidement intégré à l'augustinisme platonisant. C'est seulement quand, à partir d'Albert le grand et Thomas d'Aquin, l'influence d'Averroès s'amorce durablement que le débat se recentre sur un Aristote épuré du platonisme. Le débat se structure dès lors en deux camps. D'une part, les partisans d'un Aristote repensé par Averroès élaborent une doctrine de la double vérité qui ne se trouve pas chez Averroès mais qui n'en oppose pas moins foi et raison. Ces auteurs sont importants, car ils sont à l'origine de l'idée de séparation des pouvoirs temporel et spirituel et de l'émergence d'une société laïque délivrée de la tutelle religieuse. D'autre part, les partisans d'un Aristote purifié des thèses d'Averroès et de l'averroïsme (Thomas d'Aquin et les dominicains) défendent l'accord de la raison et de la Révélation. Si la philosophie et la théologie se basent sur des autorités différentes (la raison et la Révélation), l'accord de la vérité de l'une avec la vérité de l'autre étant nécessaire, l'usage correct de la raison s'accorde avec la Révélation, qui a Dieu pour origine. Cette distinction nette et non-conflictuelle permet de distinguer une théologie révélée où la raison montre seulement que les dogmes ne sont pas impossibles rationnellement et une théologie naturelle où la raison accède par ses propres moyens aux vérités de la foi (arguments en faveur de l'existence de Dieu).
Si, en apparence cette distinction semble limiter les pouvoirs qu'Anselme de Canterbury et Abélard accordaient à la raison (Thomas d'Aquin refuse l'explication rationnelle des mystères tout comme la preuve ontologique), en réalité, elle accorde une légitimité définitive à l'exercice de la philosophie dans le monde chrétien. Mais cette légitimité a un prix : la philosophie perd son autonomie complète et reçoit le statut de discipline servante de la théologie.
Si le bilan philosophique du thomisme est la constitution définitive de la métaphysique comme onto-théologie (aristotélico-thomisme) et la rationalisation du message chrétien, cette synthèse par son rationalisme fut d'abord interprétée comme le triomphe du paganisme sur l'Évangile. Le but de Thomas était pourtant de lier la vraie philosophie d'Aristote et la philosophie chrétienne des Pères de l'Église. Elle entraîna la réaction vigoureuse des principaux représentants de l'école franciscaine : Duns Scot et Guillaume d'Ockham. Malgré des résistances qui aboutirent à l'interdiction provisoire de 1277, le thomisme gagna de nombreux disciples et finit par s'imposer comme la philosophie officielle de l'Église catholique romaine (1879).

## La Renaissance
Une mutation profonde s’opère à partir de la Renaissance.
D’une part, l’humanisme critique la méthode scolastique qui est l’armature intellectuelle de la philosophie chrétienne médiévale et remet l’homme au centre du monde. Du théocentrisme médiéval on passe progressivement à l’anthropocentrisme des temps modernes. La critique humaniste du dogmatisme médiéval, le refus des arguments d’autorité (Aristote, Augustin), l’attitude critique vis-à-vis de la tradition et le libre examen de la religion, tout cela ébranle les vieilles certitudes. Le latin, qui était la langue du christianisme, est remplacé par l’usage écrit des langues vernaculaires.
Du côté de la Réforme protestante, quelque chose de profond s’accomplit aussi qui contribue à la séparation de la philosophie et de la théologie. Le retour aux Écritures, la défiance à l’égard de la philosophie conduit Calvin à élaborer un type de théologie autonome, s’appuyant uniquement sur les Écritures au détriment des auteurs païens et des pères de l’Église, dont l’autorité est diminuée.
Pour lutter contre le protestantisme, la Contre-Réforme catholique remet à l’honneur le thomisme comme philosophie catholique par excellence et la Somme Théologique remplace désormais les Sentences de Pierre Lombard dans le cycle des études universitaires. Des auteurs comme Vittoria et Francisco Suarez (voir école de Salamanque) font briller la philosophie chrétienne en adaptant le thomisme aux questions d’actualité (la colonisation de l’Amérique est-elle juste ? Les Amérindiens ont-ils une âme, sont-ils destinés à être des esclaves, doivent-ils être évangélisés ?). Mais le mouvement ne peut résister à la percée de la pensée moderne, car en rejetant la science de Galilée, les philosophes de la Contre-Réforme s’accrochent à une cosmologie dépassée. Benoît XIV ne fera publier les écrits sur l’héliocentrisme de Galilée qu’en 1741 et en 1758. Dorénavant, la séparation entre la foi et la raison ne fera que s’approfondir (voir Relation entre science et religion).

## L'âge classique
Descartes, dit-on, est le père de la philosophie moderne. Pourtant, Descartes se présente lui-même comme un philosophe chrétien. S’il ne prend aucunement appui sur les Écritures et les Pères de l’Église et s’il y a dans son œuvre une stricte autonomie de la philosophie, si les questions purement théologiques sont soigneusement laissées de côté, il n’en demeure pas moins que des points essentiels du cartésianisme (preuve ontologique de l’existence de Dieu, dualisme de l’âme et du corps, immortalité de l’âme) sont en accord avec les dogmes chrétiens. Pourtant, l’esprit moderne de Descartes, qui sera critiqué par les philosophes chrétiens ultérieurs (voir Lucien Laberthonnière), se révèle dans sa physique mécaniste qui semble exclure toute idée de Providence divine et dans une conception générale qui tente de réduire l’action de Dieu dans le monde au pur acte de création, après quoi, critiquera Pascal, il laisse le monde livré à lui-même. Cette réduction maximale de la part d’intervention divine dans le monde est lourde de conséquences et caractérise un tropisme profond du rationalisme moderne.
Pourtant, l’âge classique ne connaît pas le déclin de la philosophie chrétienne. Au contraire, Malebranche s’empare du cartésianisme et tente une synthèse grandiose avec l’augustinisme. Comme on l’a souvent dit, le XVIIe siècle est l’âge d’or de l’augustinisme. Ainsi, Augustin est l’autorité suprême de Pascal. À travers son œuvre, la philosophie chrétienne se confronte directement avec les exigences de la science moderne. L’ordre de la grâce s’oppose à l’ordre des raisons sans les supprimer et l’esprit de finesse transcende l’esprit géométrique.
Deux camps s’opposent alors :
- Les jansénistes, représentant de l’augustinisme, s’attachent à souligner la misère de l’homme sans Dieu et le néant des œuvres humaines.
- Les jésuites réagissent en revalorisant la liberté humaine, source de création. En morale, ils privilégient l’examen des cas particuliers au détriment des grands principes et élaborent une casuistique qui a souvent été caricaturée. Leur dynamisme économique et leur évangélisme actif les pousse jusqu’en Chine où, grâce à eux, se produit la première confrontation historique entre pensée chrétienne et pensée chinoise.

Leibniz, philosophe chrétien s’il en est, se souviendra de cette confrontation. Défenseur d’une vision œcuménique très en avance sur son temps, Leibniz est le dernier monument chez qui le christianisme, le rationalisme et l’universalisme sont puissamment solidarisés.

## Époque moderne et contemporaine
La fin du XIXe et le début du XXe siècle est traversé par plusieurs grands courants philosophiques d’inspiration chrétienne :
- Le néothomisme: Cardinal Mercier, Jacques Maritain, Étienne Gilson, etc.
- Le modernisme : Alfred Loisy, Marie-Joseph Lagrange, Ernest Renan, Adolf von Harnack…
- L’existentialisme chrétien.

Les représentants de ce courant international (Gabriel Marcel, Léon Chestov, Berdiaeff) et ceux qui se situent dans sa proximité (Jaspers, Scheler, Landsberg, Miguel Unamuno, le personnalisme d’Emmanuel Mounier, Buber…) ont en commun une conception dramatique de l’existence humaine, l’importance accordée à la personne humaine, au rapport à autrui, la positivité de l’intersubjectivité dans la constitution de soi, la dénonciation des sources d’aliénation de la personne humaine (objectivisation, collectivisme…).
- Les penseurs indépendants : Simone Weil, Teilhard de Chardin, Louis Lavelle, etc.
- Les théologiens : Rudolf Bultmann, Karl Barth, Balthasar, Paul Tillich intéressent aussi la philosophie chrétienne dans la mesure où ils s’appuient sur des analyses philosophiques renouvelées par la confrontation avec le marxisme, les différentes formes d’athéisme et de nihilisme, la psychanalyse, l’existentialisme, la pensée d’Heidegger (voir Rudolf Bultmann).

Certains théologiens ont une approche très critique de la pensée moderne. Ainsi, Henri de Lubac dénonce les idéologies, et souhaite revenir aux sources de l’exégèse et de l’herméneutique selon les quatre sens de l'Écriture. De même le néothomisme critique le modernisme, le matérialisme, le marxisme, etc.
D’autres comme Tillich ont souligné les apports positifs de la sociologie marxiste et considèrent l’existentialisme comme une clef anthropologique indispensable pour comprendre les sources profondes du rapport de l’homme avec Dieu et son besoin de transcendance. En outre, Emmanuel Mounier souligne l’origine chrétienne de l’existentialisme.
On observe aussi un renouvellement dans le domaine de l’éthique avec Paul Ricœur, dans le domaine de l’histoire de la philosophie avec Henri Gouhier et dans celui de la christologie avec Xavier Tilliette, créateur de la christologie philosophique.
En 1998, le pape Jean-Paul II ainsi que le cardinal Ratzinger travaillèrent à une encyclique qui définit les fondements de la philosophie chrétienne, et ses rapports avec la théologie : Fides et ratio. Cette encyclique rappelle la constante nouveauté de la pensée de saint Thomas d'Aquin.

## Philosophes chrétiens
Pour la période médiévale, voir aussi : Liste de philosophes scolastiques
- Justin de Naplouse († v. 165)
- Tertullien (v 160-v. 240)
- Origène (v185-v. 253)
- Grégoire de Nysse (v. 341-v. 394)
- Augustin d'Hippone (354-430)
- Boèce (v. 480-525)
- Jean Scot Erigène (v. 800-v. 877)
- Anselme de Cantorbéry (1033-1109)
- Abélard (1079-1142)
- Hugues de Saint-Victor (1096-1141)
- Roger Bacon (1214-1294)
- Saint Bonaventure (1217-1274)
- Saint Thomas d'Aquin (1225-1274)
- Raymond Lulle (v. 1232-1316)
- Nicolas de Cues (1401-1464)
- Blaise Pascal (1623-1662)
- Nicolas Malebranche (1638-1715)
- Friedrich Wilhelm Joseph von Schelling (1775-1854)
- Alexis de Tocqueville (1805-1859)
- Søren Kierkegaard (1813-1855)
- Lucien Laberthonnière (1860-1932)
- Maurice Blondel (1861-1949)
- Antonin-Dalmace Sertillanges (1863-1948)
- Nicolas Berdiaev (1874-1948)
- Réginald Garrigou-Lagrange (1877-1964)
- Teilhard de Chardin (1881-1955)
- Jacques Maritain (1882-1979)
- Rudolf Bultmann (1884-1976)
- Étienne Gilson (1884-1978)
- Paul Tillich (1886-1965)
- Karl Barth (1886-1968)
- Gabriel Marcel (1889-1973)
- Cornelius van Til (1895-1987)
- Régis Jolivet (1891-1966)
- Marie-Dominique Chenu (1895-1990)
- Henri de Lubac, cardinal (1896-1991)
- Yves de Montcheuil (1900-1944)
- Joachim Jeremias (1900-1979)
- Marcel Légaut (1900-1990)
- Jean Guitton (1901-1999)
- Karl Rahner (1904-1984)
- Yves Congar cardinal, (1904-1995)
- Joseph de Finance (1904-2000)
- Emmanuel Mounier (1905-1950)
- Jean Daniélou cardinal, (1905-1974)
- Hans Urs von Balthasar cardinal, (1905-1988)
- Marcel De Corte (1905-1994)
- Roger Verneaux (1906-1997)
- Simone Weil (1909-1943)
- Stanislas Breton (1912-2005)
- Paul Ricœur (1913-2005)
- Michel Villey (1914-1988)
- Edward Schillebeeckx (1914-2009)
- Pierre Boutang (1916-1998)
- Gertrude Elizabeth Margaret Anscombe (1919-2001)
- Xavier Tilliette (1921-2018)
- Michel Henry (1922-2002)
- Jürgen Moltmann (né en 1926)
- Gustavo Gutiérrez Merino (né en 1928)
- Hans Küng (1928-2021)
- Aline Lizotte (née en 1935)
- Jean-Luc Marion (né en 1946)
- Chantal Delsol (née en 1947)
- Blanca Castilla de Cortázar Larrea (née en 1951)
- Olivier Boulnois (né en 1961)
- Emmanuel Falque (né en 1963)

### Auteurs
Karl Barth,
- (de) Die protestantische Theologie im 19. Jahrhundert. Ihre Vorgeschichte und ihre Geschichte, (« La Philosophie protestante au XIXe siècle. Sa préhistoire et son histoire ») Zurich, Evangelischer Verlag, 1947, vii, 611 p. (non traduit)

Ludwig Feuerbach
- L'Essence du christianisme, trad. Jean-Pierre Osier, Paris, Maspero, 1968, 528 p.

Hegel
- L'Esprit du christianisme et son destin, trad. O. Depré, Paris, Vrin, 2000, 174 p.

Kierkegaard
- Discours chrétiens in Œuvres complètes, t. 15, Éd. de l'Orante, 1981
- L'école du christianisme in Œuvres complètes, t. 17, Éd. de l'Orante, 1982

Malebranche
- Méditations chrétiennes
- Conversations chrétiennes
- Entretien d'un philosophe chrétien et d'un philosophe chinois

Pascal
- Pensées, diff. éditions. V. par ex., éd. Michel Le Guern, Paris, Gallimard, coll. « Folio », 2004, 764 p.

Thomas d'Aquin
- Somme contre les Gentils, Paris, Flammarion, coll. « GF », 4 vol., 2045 p.

Martin Heidegger
- Phénoménologie de la vie religieuse Gallimard, 2011

### Études
Maurice Blondel, Le Problème de la philosophie catholique, Bloud & Gay, 1932, 223 p.
- La Philosophie et l'esprit chrétien, PUF, 1950.

Stanislas Breton
- La Passion du Christ et les philosophies, 1954 ; réédtion Paris, Cerf, 2011, 140 p..

P. Delhaye
- La Philosophie chrétienne au Moyen Âge, Paris, Fayard, 1959, 124 p.

Henry Duméry
- Critique et religion. Problèmes de méthode en philosophie de la religion, Paris, Soc. d'Ed. d'Enseignement Supérieur, 1957, 385 p.
- Philosophie de la religion. Essai sur la signification du christianisme, Paris, PUF, 2 vol., 1957. (T. I: Catégorie de sujet. Catégorie de grâce, 305 p; T. II : Catégorie de foi, 299 p.)

E.L. Fortin
- Christianisme et culture philosophique au Ve siècle. La querelle de l'âme humaine en Occident, Paris, Études augustiniennes, 1959.

Étienne Gilson
- Christianisme et philosophie, Paris, Vrin, 1936 (Rééd. Vrin, 1986, 170 p.)
- Introduction à la philosophie chrétienne Paris, Vrin, 1960 (Rééd. Vrin, 2007, 220 p.)
- Le Thomisme. Introduction à la philosophie de saint Thomas d'Aquin, Paris, Vrin, 1919 (Éd. revue et augmentée, Vrin, 1986, 480 p.)

Lucien Laberthonnière
- Essais de philosophie religieuse, Paris, Lethielleux, 1903, xxxi, 330 p. [lire en ligne (page consultée le 22 décembre 2022)] (Rééd. Le réalisme chrétien, précédé de Essais de philosophie religieuse, préface de Claude Tresmontant, Paris, Seuil, 1966)
- Le réalisme chrétien et l'idéalisme grec, Paris, Lethielleux, 1904 . Rééd. Frankfurt am Mein, 1975, Minerva-Verlag, 1975, 219 p.
- Positivisme et catholicisme. À propos de "L'Action française", Paris, Bloud & Gay, 1911. [lire en ligne (page consultée le 22 décembre 2022)]

Olivier Lacombe
- Chemins de l'Inde et philosophie chrétienne, Paris, Alsatia, 1956, 170 p.

Édouard Le Roy
- Dogme et critique, Paris, Bloud, 1907, 387 p. (Rééd. Nabu Press, 2012, 414 p.)

Henri de Lubac
- De la connaissance de Dieu, Paris, Seuil, 1948, 2e éd. augmentée
- Recherches dans la foi, trois études sur Origène, saint Anselme et la philosophie chrétienne, Paris, Beauchesne, 1979.

Gabriel Marcel
- Existentialisme chrétien (en collaboration), Paris, Plon, 1947, 324 p.

Jacques Maritain
- De la philosophie chrétienne, Paris, Desclée de Brouwer, 1933, 166 p.

Xavier Tilliette
- Le Christ de la philosophie, Paris, Cerf, coll. « Cogitatio Fidei » 1990, 292 p. (prix Montyon de l'Académie française 1991)
- Les philosophes lisent la Bible, Cerf, 2001, 196 p. (prix du Cardinal Grente de l'Académie française)

Claude Tresmontant
- La Métaphysique du christianisme et la naissance de la philosophie chrétienne, Paris, Seuil, 1962.

### Articles
- Emilio Brito, « La "philosophie chrétienne" a-t-elle un avenir ? », Revue théologique de Louvain,‎ 2005; 36e année, fasc. 4, p. 508-538 (lire en ligne)

### Revues
- Recherches de science religieuse
- Revue de métaphysique et de morale
- Annales de philosophie chrétienne
- Revue des sciences philosophiques et théologiques
- Études
- Revue philosophique de Louvain alias Revue néo-scolastique
- Concilium
- Communio
- Revue thomiste